# Fakín
A fakín vagy sárgafagyöngy (Loranthus europaeus) a fakínfélék (Loranthaceae) családjának névadó faja.

## Jellemzői
A közismert fehér fagyönggyel (Viscum album) szemben ez a faj nem örökzöld, hanem lombhullató. A szűken értelmezett Loranthus europaeus Közép-Európában és Kis-Ázsiában terjedt el, de a tágabban értelmezett faj képviselői Afrikában és Ázsiában is honosak. Gyakran tölgyfákon (Quercus spp.) élősködnek. Sárga bogyóiban egyetlen mag van, ezt madarak terjesztik.

## Gazdasági károk
Indiában mangófákat (Mangifera indica), Afrikában kakaó ültetvényeket károsítanak.

## Képek

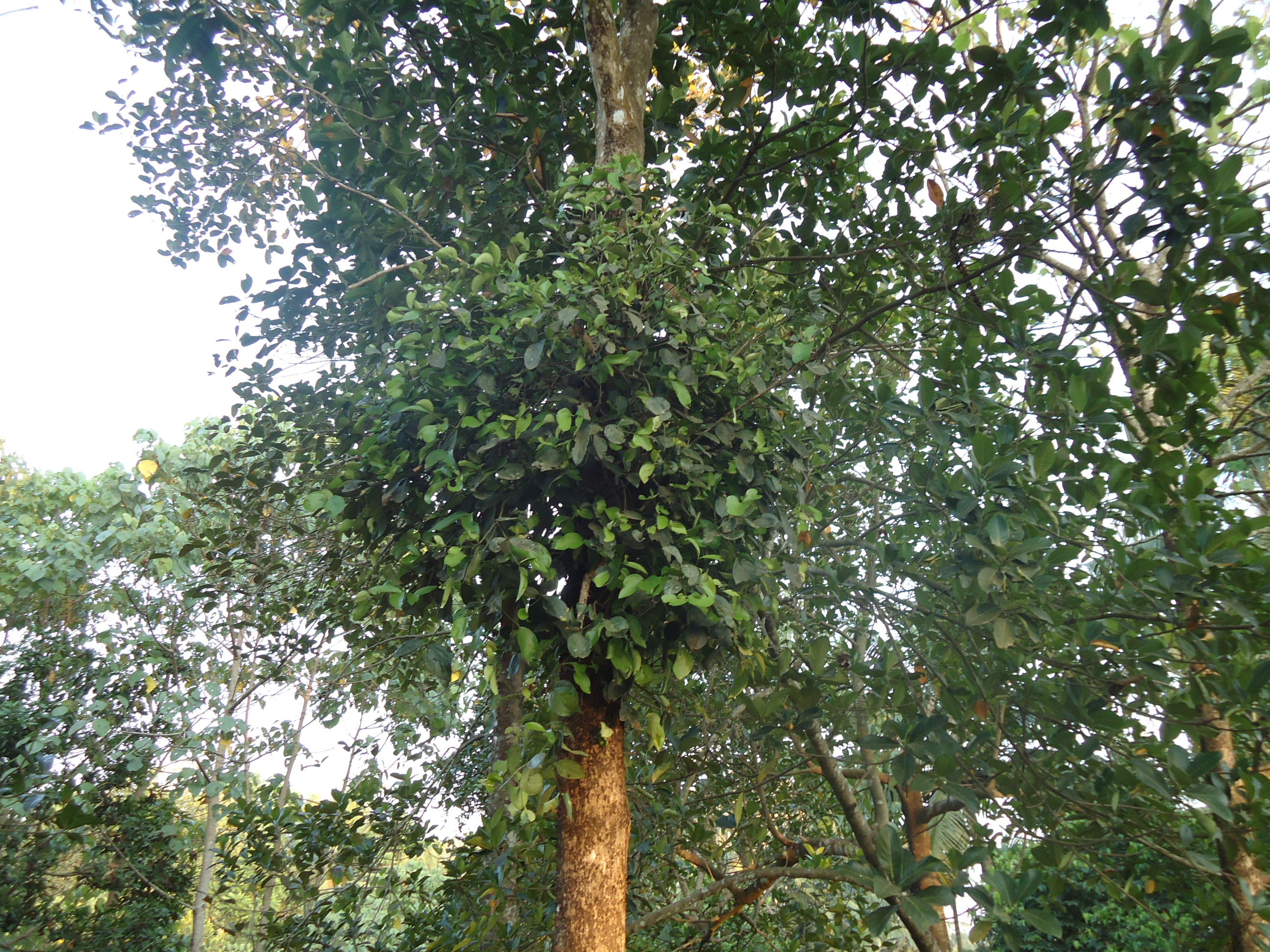
Megjelenése nyáron
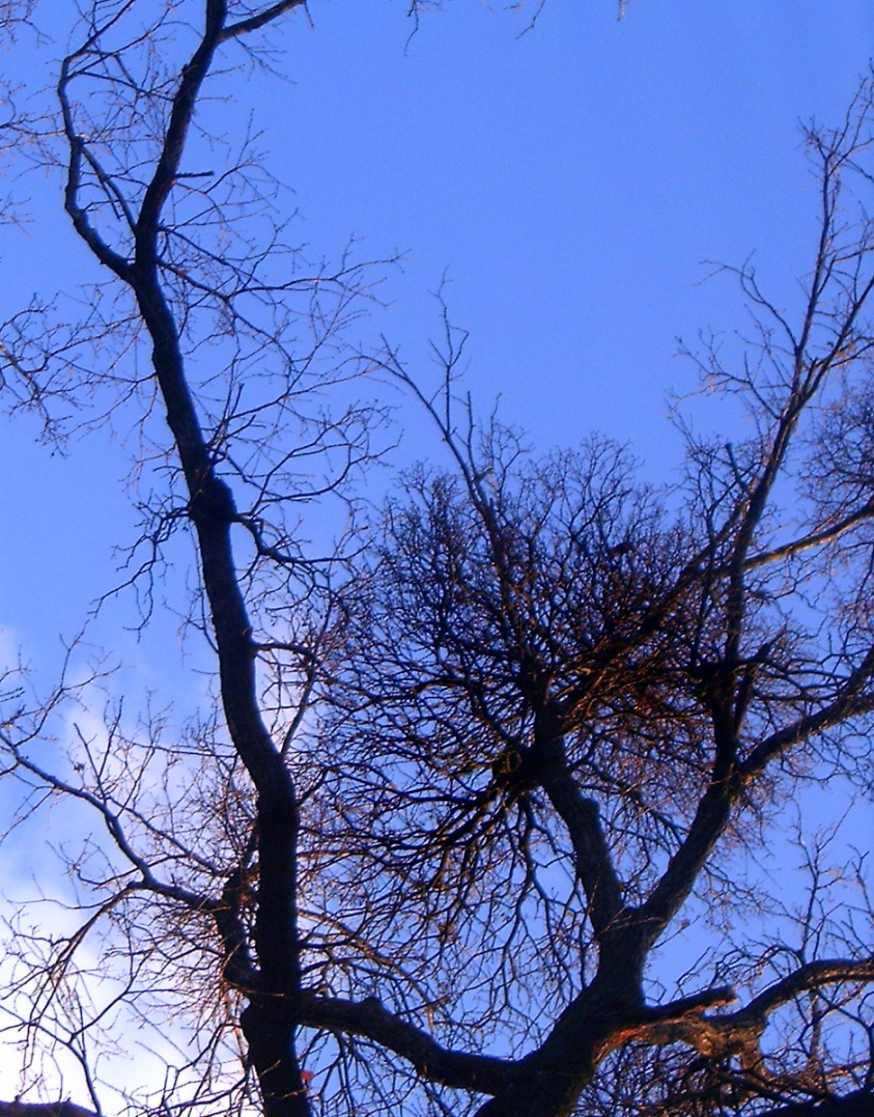
és télen
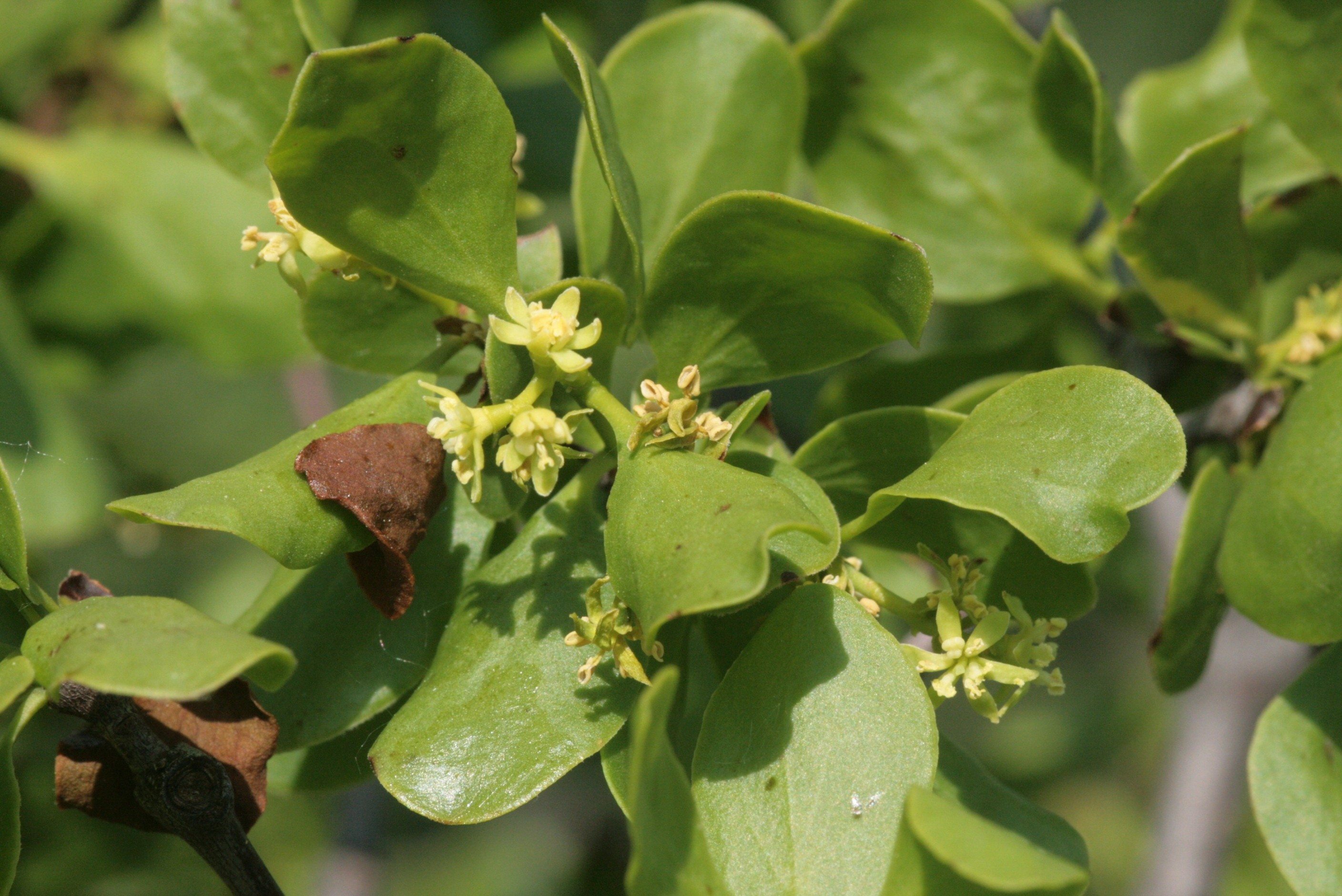
Levele és virága
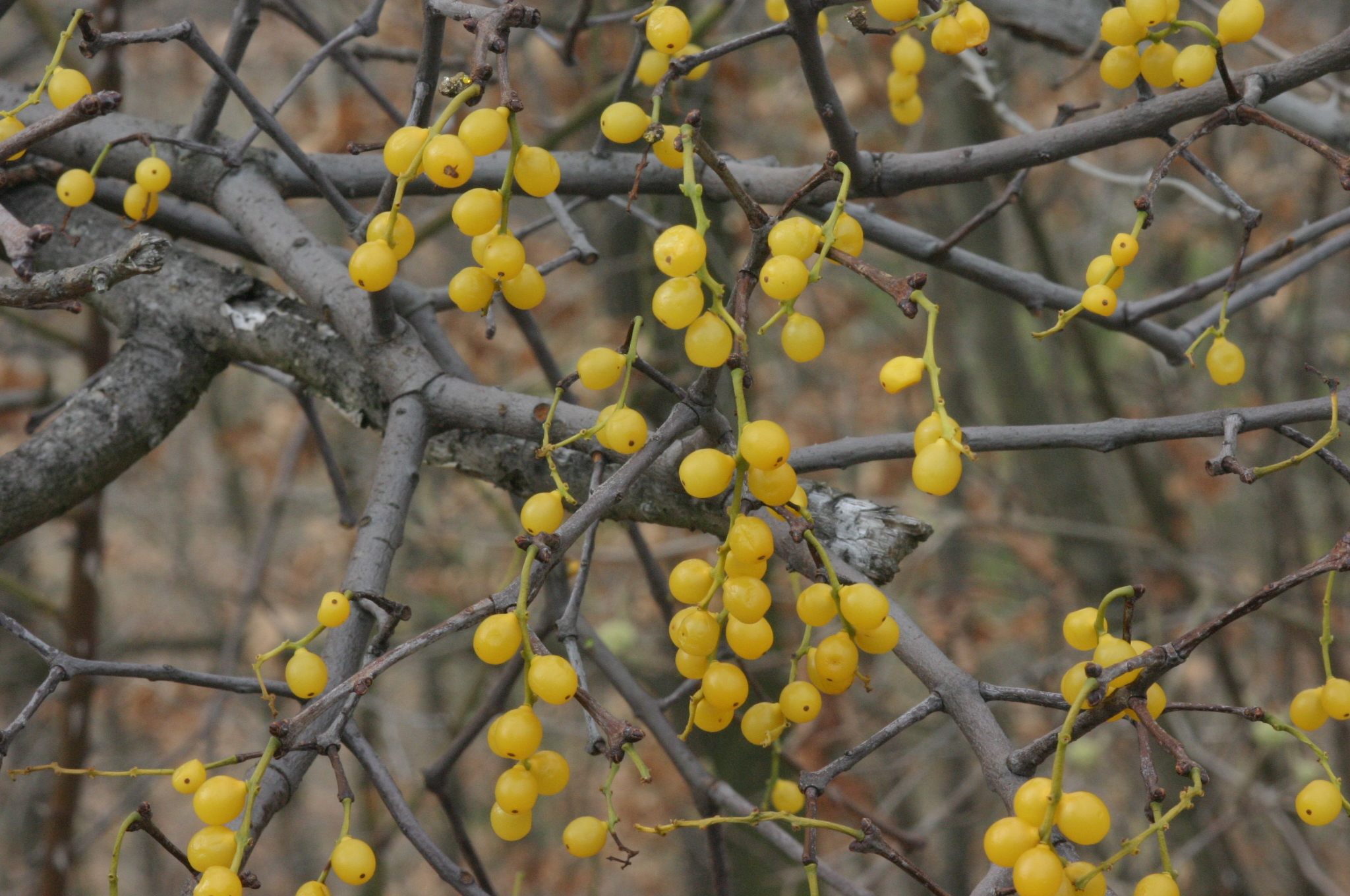
Termése